# Mesa Airlines
Mesa Airlines, Inc. è una compagnia aerea regionale statunitense con sede a Phoenix, Arizona. È una controllata del Mesa Air Group e opera voli per conto di American Eagle e United Express tramite accordi di code-share con American Airlines e United Airlines. Serve più di 180 destinazioni nell'emisfero occidentale.
In un articolo del 1997 dal Journal of Air Transportation, il record di sicurezza di Mesa è stato notato come quello con il minor numero di incidenti tra le compagnie aeree regionali nazionali in quel momento. Mesa ha presentato istanza di fallimento secondo il Chapter 11 nel gennaio 2010, sperando di liberarsi dagli obblighi finanziari per i contratti di locazione degli aeroplani di cui non aveva più bisogno ed è emersa dal fallimento nel marzo 2011. Nel novembre 2017, Mesa ha aperto un nuovo centro di formazione a Phoenix. La struttura di 23.000 piedi quadrati dispone di un simulatore per i piloti dei CRJ200 a grandezza naturale, 14 aule e ha la capacità di addestrare 300 membri dell'equipaggio contemporaneamente.

## Storia

### Mesa Airlines
L'originale Mesa Air Shuttle era una divisione di volo della JB Aviation a Farmington, New Mexico, e operava una sola rotta da Farmington ad Albuquerque utilizzando un Piper Saratoga. Nel 1981, dopo l'interruzione dei voli tra le due città di Frontier Airlines, Mesa ottenne un Piper Navajo aumentando così i servizi sulla rotta. Nel 1982, i proprietari originali vendettero l'azienda a Larry e Janie Risley. I Risley ampliarono rapidamente il vettore acquisendo una flotta di turboelica Beechcraft 99 da 14 posti e aggiungendo servizi in tutto il New Mexico e negli stati circostanti con un hub ad Albuquerque. Nel 1985 furono acquisiti i Beechcraft 1900 da 19 posti che sostituirono i Beech 99 e diventarono la spina dorsale della flotta. Nel 1987 venivano operate fino a 47 partenze giornaliere da Albuquerque verso 18 città. Sempre nel 1987, fu creato un hub a Denver quando Mesa acquisì Centennial Airlines che operava diverse rotte da Denver al Wyoming. Nel 1990, la maggior parte dei voli per Denver furono incorporati nella divisione della United Express che Mesa aveva acquisito da Aspen Airways. Nel 1992, quando Mesa stabilì un code-share con America West Airlines, il suo hub di Phoenix fu ceduto alla divisione America West Express. Per un breve periodo nel 1995 e nel 1996, le operazioni di Mesa Airlines ad Albuquerque, quelle di United Express a Denver e quelle di America West Express a Phoenix furono tutte operate da Mountain West Airlines. Nel 1997 e 1998 furono aggiunte le rotte da Little Rock a Nashville e Wichita e da Nashville a Tupelo, prima come Mesa Airlines, poi come US Airways Express.
Nel 1997, Mesa istituì un piccolo hub presso l'aeroporto Internazionale di Fort Worth Meacham, utilizzando due Bombardier CRJ200, fornendo servizi da Fort Worth a San Antonio, Austin e Houston, nonché nuove rotte da Colorado Springs a Nashville e San Antonio. L'impresa ebbe vita breve e queste rotte furono tutte eliminate durante una ristrutturazione aziendale.
Nel 1998, Mesa spostò la sua sede da Farmington, NM, a Phoenix, AZ.

#### America West Express

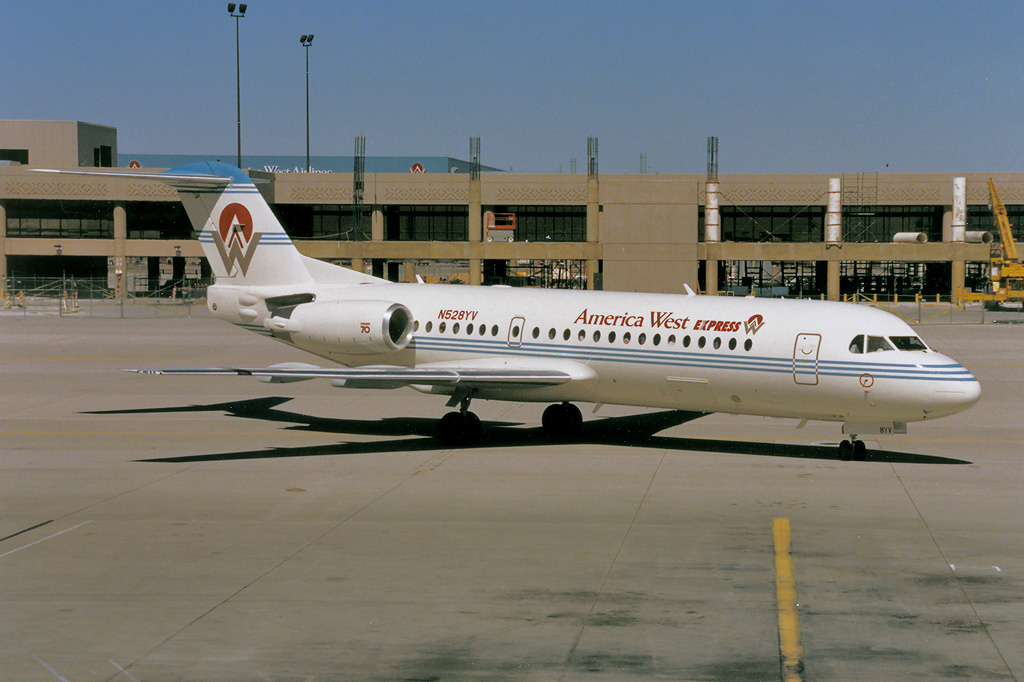
Un Fokker F70 nel 1995.

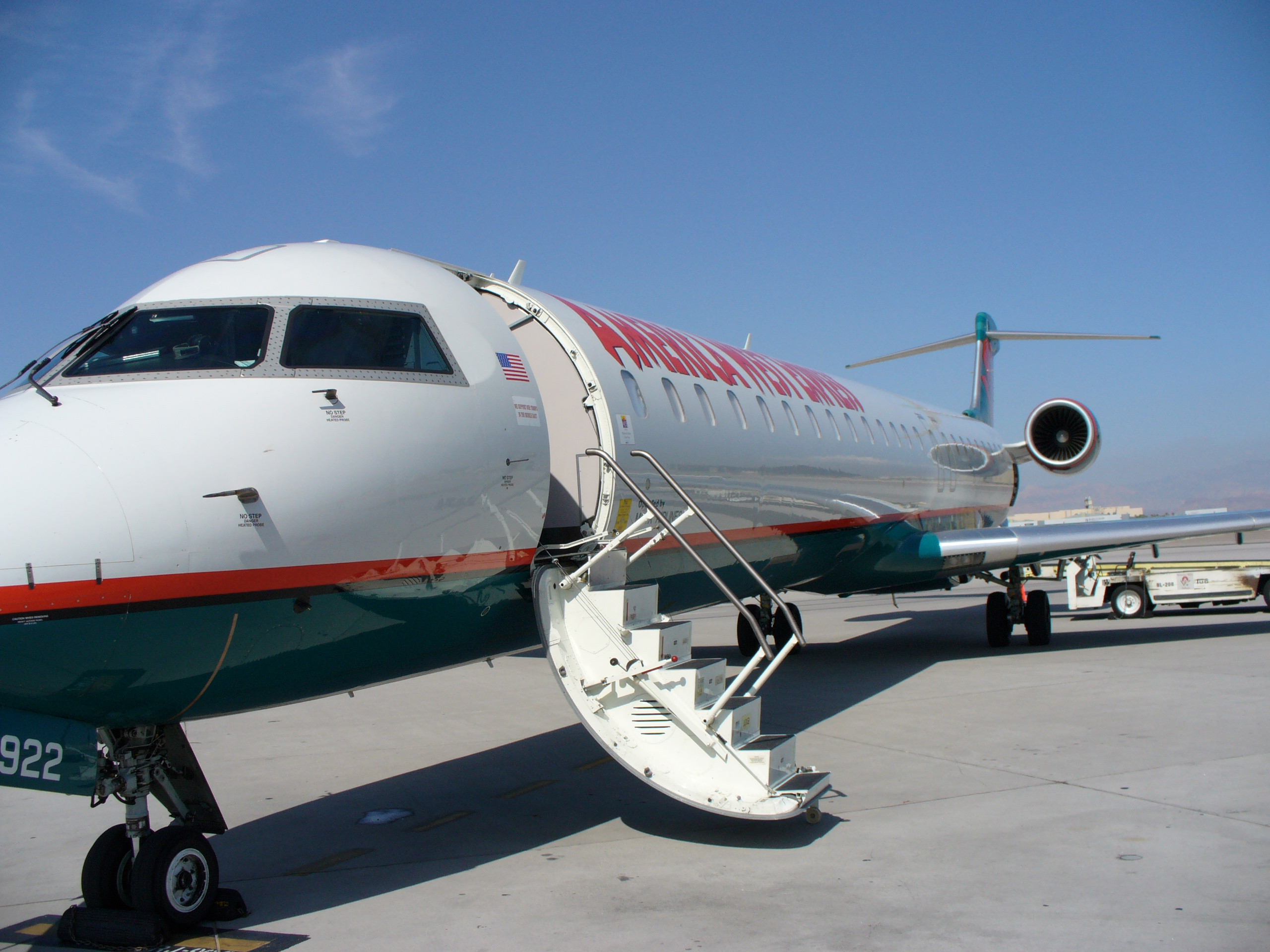
Un CRJ900 operante per America West Express nel 2005.

Nel settembre 1992, Mesa negoziò un accordo di code-share con America West Airlines per operare come America West Express dal suo hub di Phoenix, servendo 12 città. Queste rotte provenivano originariamente dalle operazioni indipendenti di Mesa e diversi Beech 1900D vennero dipinti nella livrea di America West Airlines.
Nel 1995, Mesa creò una nuova suddivisione chiamata Desert Sun Airlines e acquisì una coppia di Fokker 70 da utilizzare sulle nuove rotte da Phoenix a Des Moines e Spokane. Desert Sun venne fusa nella divisione principale di Mesa Airlines nel 1997 e i Fokker 70 furono sostituiti dai Canadair CRJ-200. I BE-1900D furono trasferiti alla filiale Air Midwest. A partire dal dicembre 1997, Mesa iniziò a operare con gli aerei della serie de Havilland DHC-8-200 tra Phoenix e Grand Junction, seguiti da molte altre città in Colorado, New Mexico, Arizona e California. Nel 2003, Mesa rilevò le operazioni di Freedom Airlines e i suoi CRJ-900, trasferendoli ad America West Express.
Il 16 settembre 2005, America West Airlines e US Airways hanno completato la loro fusione. Mesa ha continuato a operare per la compagnia secondo i precedenti accordi di code-share fino alla fine del 2011, quando è avvenuta la ristrutturazione fallimentare di Mesa.

#### US Airways Express

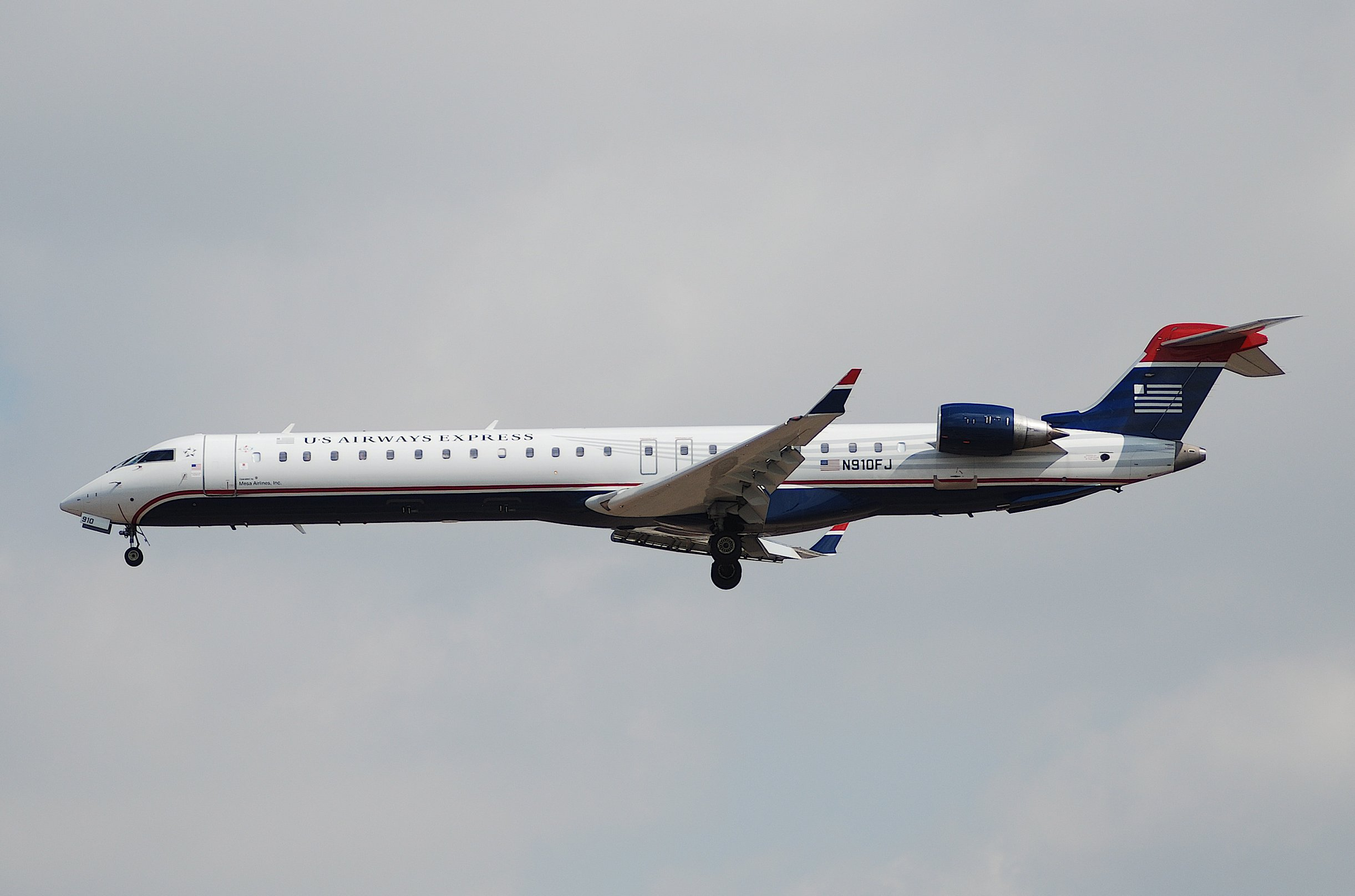
Un CRJ900 operante per la US Airways Express.

Nel novembre 1997, Mesa negoziò un accordo di code-share per fornire servizi a US Airways come US Airways Express per 14 jet regionali verso varie città dai suoi hub di Philadelphia e Charlotte. Nel 1998 e nel 2000, l'accordo venne esteso a 28 jet e poi a 52. Il primo CRJ200 iniziò a operare nel 1998. Quando Mesa iniziò a prendere le consegne degli Embraer ERJ 145 nel 2000, i CRJ furono trasferiti alla divisione America West, separando i tipi di flotta.
Nel 2003, 20 CRJ200 vennero reintrodotti nella divisione operante per la US Airways Express.
Nel 2005, l'accordo di code-share di Mesa con US Airways non venne confermato in tribunale fallimentare e Mesa iniziò a trasferire gli aerei per operare per conto di altre compagnie.

#### American Eagle
Mentre il processo di fusione tra American Airlines e US Airways procedeva, Mesa Airlines ha iniziato a operare come American Eagle il 6 novembre 2014, con rotte dagli hub di American Airlines a Dallas/Fort Worth e Los Angeles utilizzando i CRJ900. Le rotte di US Airways Express da Charlotte e Phoenix sono state gradualmente incorporate fino a quando la transizione e la fusione non sono state completate il 17 ottobre 2015.

#### United Express

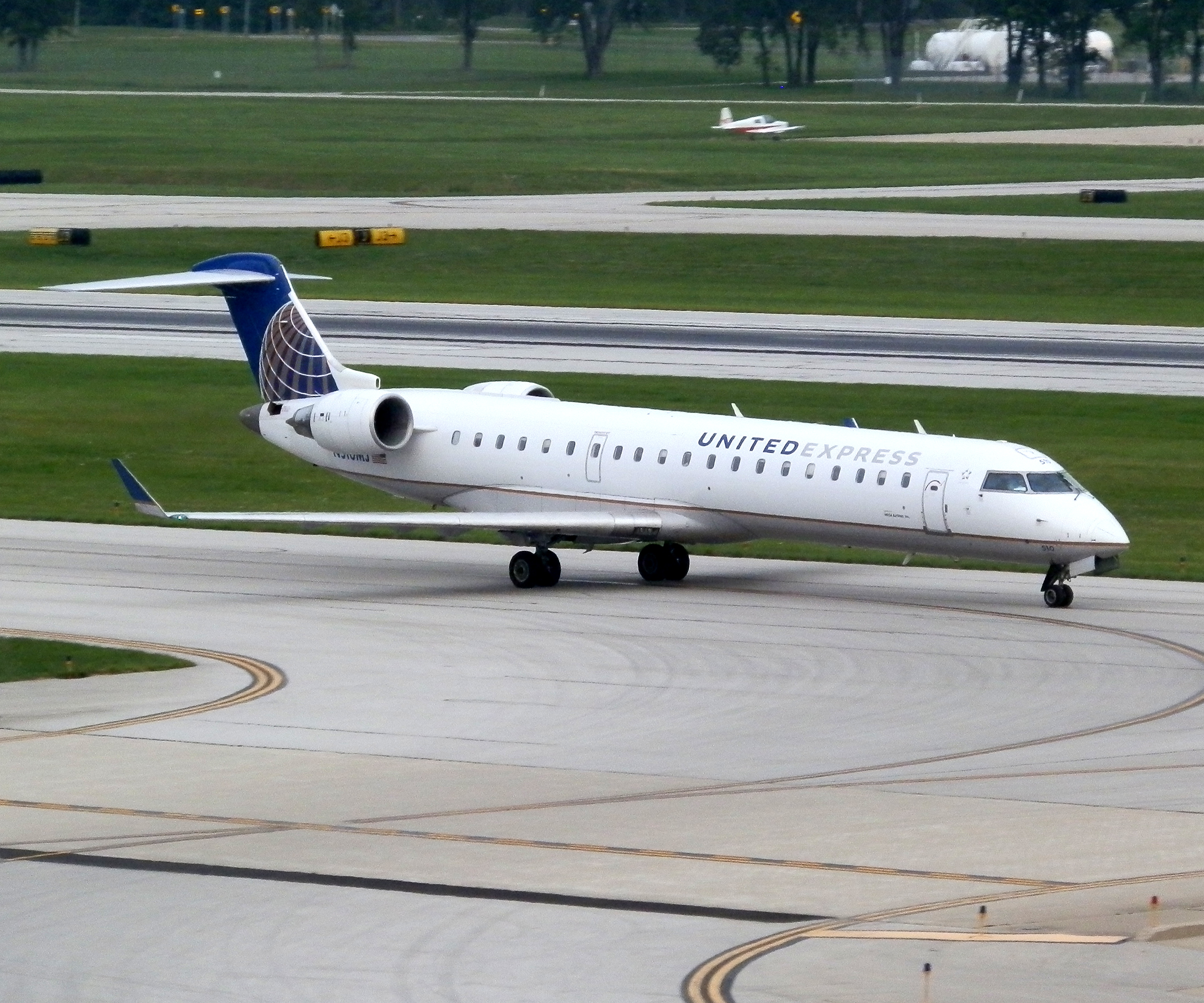
Un CRJ700 operante per la United Express.

Nel 1990, Mesa acquisì l'hub e le rotte di Denver di Aspen Airways, ad eccezione della rotta Denver-Aspen. Tentò di acquisire anche l'accordo di code-share che Aspen aveva con United. Tuttavia, United non era disposta a condividere il proprio codice con una compagnia aerea che operava solo con aerei turboelica da 19 posti. Mesa noleggiò alcuni Embraer EMB 120 Brasilia dal suo ex concorrente nel New Mexico, Air Midwest. Con i Brasilia in mano, Mesa ottenne un accordo con United.
Nel 1995, California Pacific e il suo hub di Los Angeles vennero fusi nell'operazione United Express di Mesa. Dopo la chiusura dell'hub di Columbus di Superior Airlines, i suoi aerei e gli equipaggi vennero utilizzati per espandere United Express a Portland e Seattle. Nel 1997, difficoltà operative con l'hub di Denver e disaccordi sul rinnovo del code-share portarono alla cancellazione dell'accordo.
Nel 2003, Mesa stipulò un accordo con United per operare servizi dagli hub di Chicago-O'Hare, Denver e Washington-Dulles per conto della United Express. A partire dal 2015, i voli di Mesa per conto della United Express sono operati da Embraer 175 e CRJ700.

### Skyway Airlines
Skyway Airlines fu la prima incursione di Mesa nel midwest. Skyway venne costituita nel 1989 quando Mesa stabilì un accordo di code-share con Midwest Express e un hub a Milwaukee. Da Milwaukee, Mesa serviva 25 città in nove stati nella regione del midwest superiore, utilizzando Beechcraft 1900. Alla scadenza del code-share nel 1994, l'accordo non venne rinnovato. Midwest Express mantenne il nome e le rotte della Skyway Airlines, formando Astral Airways per riempire il vuoto quando Mesa cessò i servizi a Milwaukee. Mesa riallocò gli aerei e gli equipaggi per avviare Superior Airlines nel suo hub di Columbus per America West Express.

### FloridaGulf Airlines
FloridaGulf Airlines venne costituita nel 1991 dopo l'acquisizione di Air Midwest da parte di Mesa. Il CEO di Air Midwest, Robert Priddy, venne scelto per gestire le operazioni, basate su un accordo di code-share con USAir ed USAir Express; queste iniziarono dall'istituzione di un hub a Tampa per fornire servizi alla Florida e al sud-est degli Stati Uniti utilizzando alcuni Beechcraft 1900. Vennero istituiti hub aggiuntivi a Orlando e New Orleans. Nel 1993, la compagnia si espanse nel nord-est, con un hub a Boston e infine a Filadelfia. Nel 1994 furono aggiunti sei aerei Embraer EMB 120. Al momento della fusione con Air Midwest, nel 1997, operava 44 Beechcraft 1900 e 9 Embraer EMB 120 verso 49 destinazioni.

### Superior Airlines
Dopo che Midwest Express aveva notificato a Mesa che non avrebbe rinnovato il contratto per gestire Skyway Airlines, Mesa assegnò gli aerei e gli equipaggi per formare Superior Airlines nel 1994. Superior inizialmente gareggiava contro l'ex partner Midwest Express come America West Express. Entro 18 mesi, Mesa reindirizzò Superior e la sua flotta per concentrarsi esclusivamente sull'hub di Columbus. Nel 2000, gli aerei e gli equipaggi, che consistevano in alcuni CRJ200, erano operati dalla stessa Mesa Airlines. America West Airlines chiuse il suo hub di Columbus nel 2003 e Mesa riallocò nuovamente aerei e personale verso le operazioni per la United Express recentemente riacquistata.

### California Pacific
Mesa creò CalPac (California Pacific) nel 1992, stabilendo un secondo vettore operante per la United Express con hub a Los Angeles. I voli erano operati con Beechcraft 1900 ed Embraer EMB 120 verso 12 destinazioni. Nel 1995, la divisione venne fusa in United Express.

### Liberty Express Airlines
Nel 1994, Mesa acquisì Crown Airways con sede a Pittsburgh. Utilizzando le attività acquisite, fondò Liberty Express, che operava in code-share con US Airways. Nel 1997 venne fusa in Air Midwest, operando con 14 Beechcraft 1900 che servivano 17 destinazioni.

### Desert Sun Airlines
Desert Sun Airlines venne creata nel 1995 per inaugurare il primo servizio di Mesa con un jet, un Fokker 70. Operava per conto della America West Express dall'hub di Phoenix. Le prime due città servite furono Spokane e Des Moines. Nel 1996, la divisione venne fusa nell'operazione America West Express e i Fokker 70 furono sostituiti dai Bombardier CRJ.

### go!

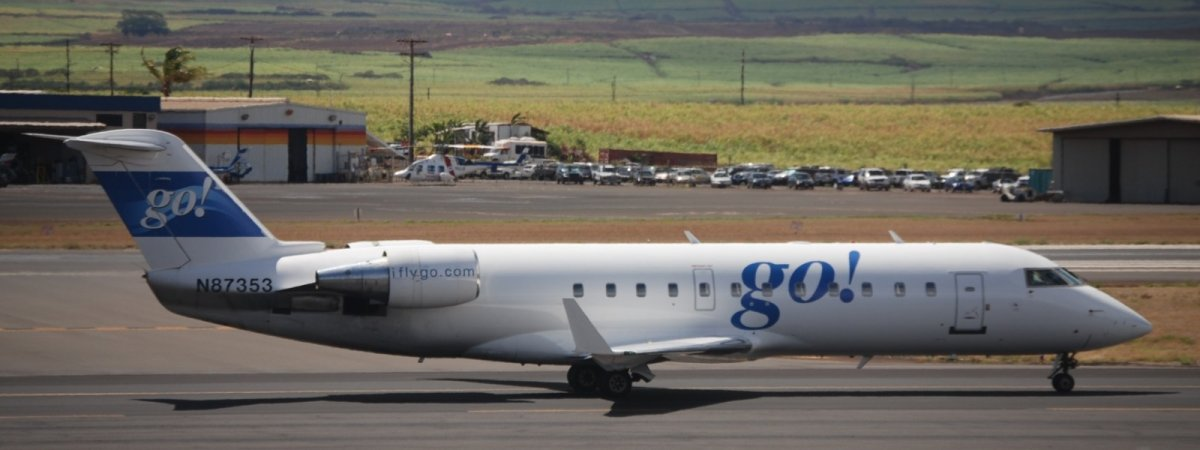
Uno dei CRJ200 della go!.

Nel 2006, Mesa formò i go! nelle Isole Hawaii, operando con cinque Bombardier CRJ dal suo hub di Honolulu. Stabilì un accordo di code-share con Mokulele Airlines, che serviva aeroporti che non potevano accettare aerei a reazione e forniva un servizio point-to-point tra le isole. L'accordo venne successivamente sostituito da uno con Island Air, a sua volta sostituito da una joint venture con Mokulele soprannominata go! Mokulele. La compagnia cessò le operazioni il 1º aprile 2014.
go! è stata coinvolta in molteplici cause legali con Hawaiian Airlines e Aloha Airlines ed è stata anche indagata dalla Federal Aviation Administration per un incidente avvenuto il 13 febbraio 2008 in cui entrambi i piloti si erano addormentati durante un volo di 36 minuti tra Honolulu e Hilo. Il volo 1002 aveva superato l'aeroporto di Hilo di 15 miglia (24 km), rimanendo a 21 000 piedi (6 400 m). I controllori del traffico aereo non erano stati in grado di contattare i due piloti per 25 minuti.
go! è stata anche incolpata per la chiusura del 31 marzo 2008 di Aloha Airlines a causa di "tariffe predatorie".

### Kunpeng Airlines
Kunpeng Airlines venne costituita come joint venture tra Mesa Airlines e Shenzhen Airlines. Iniziò le operazioni nell'ottobre 2007 con tre Bombardier CRJ200. La compagnia prevedeva inizialmente di operare con 20 CRJ prima delle Olimpiadi estive del 2008 a Pechino e prevedeva di espandersi a un ritmo di 20 aeromobili all'anno per i successivi 5 anni. Tutti i piloti avrebbero avuto base a Pechino o Xian e la compagnia doveva inizialmente volare verso 16 aeroporti regionali. Mesa intendeva sostituire i CRJ200 in uscita con jet regionali più grandi come il CRJ700 e il CRJ900. Kunpeng decise di ritardare la consegna del CRJ200 a favore degli Embraer 190. Tutti gli aerei Mesa sono stati restituiti. Inoltre, a giugno 2009, Mesa non aveva più un interesse finanziario in Kunpeng Airlines, poiché Shenzhen Airlines aveva acquisito la partecipazione di Mesa nella joint venture originaria.

## Flotta

### Flotta attuale
A settembre 2024 la flotta di Mesa Airlines è così composta:

### Flotta storica
Nel corso degli anni Mesa Airlines ha operato con i seguenti modelli di aeromobili:
- Beechcraft C99
- Beechcraft 1300
- Beechcraft 1900C
- Beechcraft 1900D
- Boeing 737-400(BDSF)
- Boeing 737-400(SF)
- Bombardier CRJ100
- Bombardier Q-Series
- Cessna 208 Caravan
- Embraer EMB 120 Brasilia
- Embraer ERJ 145
- Fairchild Swearingen Metroliner
- Fokker F70
- Piper PA-31 Navajo
- Piper Saratoga